# طانطان
طانطان هي مدينة مغربية، وعاصمة إقليم طانطان بجهة كلميم واد نون في جنوب المغرب. وهي تضم 209 73 نسمة، حسب الإحصاء العام للسكان والسكنى لسنة 2014. وتقع طانطان على الطريق الوطنية رقم 1، وتبعد عن كلميم بـ 125 كلم.

## التسمية
ترجح تسمية مدينة طانطان إلى الصدى (الطنطنة)، الذي يحدثه الدلو أثناء نزوله إلى قاع البئر بفعل الإرتطام مع الماء.

## التعليم
قائمة المؤسسات التعليمية في طانطان:

### التعليم الإبتدائي
- مدرسة العهد الجديد
- مدرسة بئر انزران
- مدرسة ابن سينا
- مدرسة الشريف الإدريسي
- مدرسة المختار السوسي
- مدرسة الوحدة
- مدرسة حفصة بنت عمر
- مدرسة القاضي عياض
- مدرسة العبور
- مدرسة يوسف ابن تاشفين
- مدرسة الموحدين
- مدرسة خالد ابن الوليد
- مدرسة الأمير مولاي عبد الله
- مدرسة رياض السلام
- مدرسة الإنبعاث
- مدرسة الحسن الثاني
- مدرسة المرابطين
- مدرسة للا مريم
- مدرسة عين الرحمة

### التعليم الإعدادي
- إعدادية السلام
- إعدادية الفتح
- إعدادية النهضة
- إعدادية المنصور الذهبي
- إعدادية المسيرة الخضراء
- إعدادية علال بن عبد الله
- إعدادية أشرف عاشور ويعقوب المنصور

### التعليم الثانوي
- ثانوية القدس
- ثانوية ابن بطوطة
- ثانوية محمد الخامس
- ثانوية الشيخ محمد الأغظف
- ثانوية الشهيد محمد الزرقطوني

### المعاهد
- المعهد المتخصص للتكنولوجيا التطبيقية

## الثقافة

### موسم طانطان

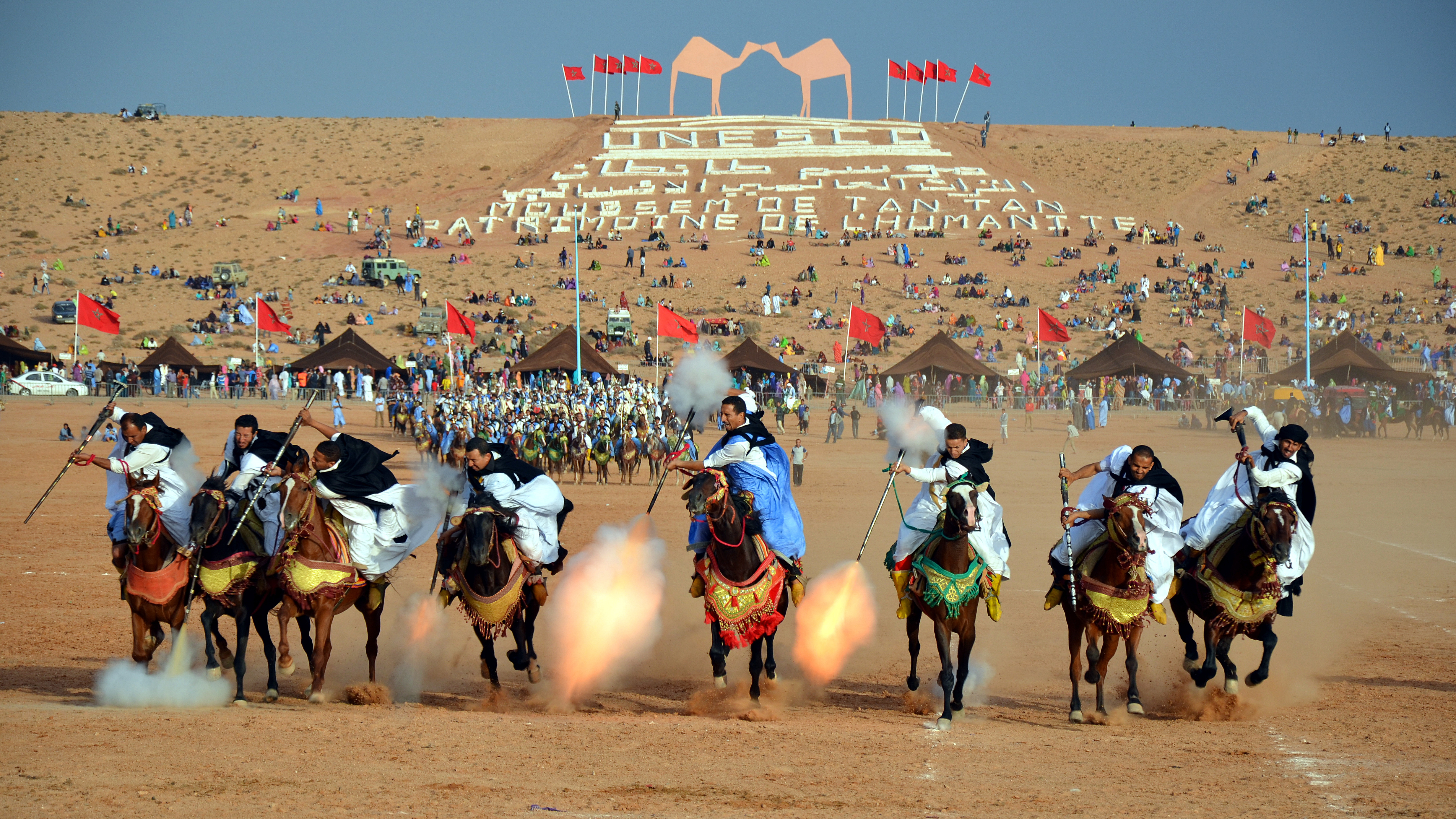
عروض الفروسية في موسم طانطان

موسم طانطان يُنظم سنوياً في مدينة طانطان، وقد نظمت الدورة الأولى لهذا الموسم في سنة 2004، وهو مناسبة للإحتفاء بالتراث البيضاني الصحراوي في كل تجلياته وعناصره، ويشتمل على العديد من الأنشطة الغنية والمتنوعة منها التراثية والرياضية والفنية والسوسيو-إقتصادية، وخيام موضوعاتية، وعروض فلكلورية (سباقات الإبل والفروسية)، إلى جانب سهرات فنية وموسيقية، وكرنفال إستعراضي تشارك فيه فرق محلية ووطنية ودولية، وتم تصنيف موسم طانطان في سنة 2005 من قبل منظمة اليونسكو ضمن روائع التراث الشفهي غير المادي للإنسانية، وتم تسجيل هذا الموسم في سنة 2008 بالقائمة التمثيلية للتراث الثقافي غير المادي للإنسانية.
ويُعتبر موسم طانطان كنقطة تقارب بين البدو الرحل المنتشرين في مساحة واسعة، وقد قدم موسم طانطان لقبائل المنطقة فرصة إستثنائية للقاء وإعادة الإتصال بالماضي. علاوة على فرحة لم الشمل وغيرها من الأنشطة الإحتفالية والتجارية، فإنه يسمح أيضا لأعيان وشخصيات القبائل بمناقشة المواضيع المتعلقة بحياتهم والتضامن الإجتماعي. وفي السنوات الأخيرة، تم التعرف والإعتراف بالموسم عن طريق حضور العديد من الضيوف المرموقين، بما في ذلك شخصيات بارزة من عالم الثقافة والفنون والسينما والعلوم والإعلام. بالإضافة إلى وزراء، سفراء، أساتذة باحثين، وأعضاء جمعيات ذائعة صيت دولي شاركوا في الإحتفالات في ساحة السلام والتسامح.

### المعالم التاريخية
تعتبر السفينة الإسبانية بطانطان، والتي تسمى محلياً باسم «الباركو» أحد أبرز المعالم التاريخية التي تزخر بها المدينة، وهي تقع في واد بن خليل، ويرجع تاريخ بنائها إلى سنة 1940 خلال فترة الإستعمار الإسباني. وقد كانت عبارة عن مقهى ومكان للترفيه والترويح عن النفس بالنسبة للإسبان، وتحتوي على فضاء للتنزه وملهى تحيط به أربعة زوارق صغيرة ومسبح بعمق مترين ونصف وطول 30 متر تقريبا. وقد خصصت ميزانية في سنة 2019 لترميم هذه المعلمة وذلك إهتماماً بالموروث الثقافي المحلي.

## الاقتصاد

### ميناء طانطان
يرتبط اقتصاد مدينة طانطان بشكل مباشر بميناء طانطان المتواجد في مدينة الوطية، ويرجع تاريخ بناء ميناء طانطان إلى سنة 1977، وهو يبعد عن مدينة طانطان حوالي 25 كلم، ويتمثل نشاطه الرئيسي في صيد الأسماك، يشمل الصيد بأعالي البحار والصيد الساحلي والتقليدي. وقد تعززت البنية التحتية لميناء طانطان في سنة 2015 بتدشين سوق السمك الجديد الذي رُصد لهُ غلاف مالي يبلغ حوالي 40 مليون درهم، وشُيد على مساحة 6700 متر مربع، ويضم مرافق تقنية، ومختبرا بيطريا، وغرفا للتبريد، وفضاءات لإستقبال وإرسال المنتجات، إضافة إلى عدد من المرافق الإدارية. ويعتمد هذا السوق الجديد على استعمال التقنية الحديثة، من خلال نظام معلوماتي يمكن من التتبع الآني لعملية بيع المنتجات، والمعالجة الآلية للمنتجات، والفصل بين تدفق الأشخاص والمنتجات، مما يسمح بتحسين طرق التسويق، ويضمن السرعة والشفافية في التعاملات، وتتبع مسار المنتجات من مرحلة الولوج حتى مرحلة الشحن.
وقد بُني ميناء طانطان على ثلاث مراحل رئيسية وهي: 
- المرحلة الأولى من أشغال بناء هذا الميناء ما بين 1977 و1980. وتم تصميمها للإستجابة لإحتياجات الصيد الساحلي، والصيد في عرض البحار، والمساحلة وإصلاح وحدات الصيد. وكلف إتمام هذه المرحلة 350 مليون درهم. وبعد الإنتهاء من هذه المرحلة تزود الميناء برصيف بطول 350 متر وبعمق 6 أمتار، ورصيف بطول 300 متر وبعمق 4 أمتار.
- المرحلة الثانية همت توسيع الميناء ما بين 1987 و1988 بغلاف مالي قدره 150 مليون، وشملت هذه المرحلة إزالة الجزء الموجه نحو الجنوب من حاجز الأمواج المضاد من أجل توسيع الممر، وتمديد حاجز الأمواج الرئيسي بـ 225 متر، وهدم جزء من المدخل البحري ومن الحوض بحوالي 1.5 متر للوصول إلى الساحل بعمق 8 أمتار، وبناء رصيف بطول 150 متر وبعمق 8 أمتار.
- المرحلة الثالثة من الأشغال ما بين 1996 و1999 بتكلفة مالية قدرها 200 مليون درهم، شملت بناء حاجز للرمال طوله 700 متر، وبناء حائل طوله 350 متر، وبناء رصيف بطول 422 متر وبعمق 6,5 أمتار، وبناء منصة خاصة بالرافعة.

### تصبير الأسماك
تتوفر مدينة طانطان على عدة معامل لتصبير الأسماك، وهي تساهم بشكل كبير في توفير فرص الشغل بالمدينة.

### القطاع البنكي
يوجد في مدينة طانطان 5 وكالات بنكية وهي: وكالة بنكية للبنك الشعبي، وكالة بنكية للتجاري وفا بنك، وكالة بنكية للبنك العقاري والسياحي، وكالة بنكية للقرض الفلاحي، وكالة بنكية للبنك المغربي للتجارة الخارجية.

## النقل والمواصلات

### النقل الطرقي
يمكن الوصول لمدينة طانطان عبر الطريق الوطنية رقم 1، وتقوم العديد من حافلات نقل المسافرين بتوفير رحلات بشكل يومي تربط بين طانطان، وبين مدن: كلميم، والعيون، والداخلة، وأكادير، ومراكش، والدار البيضاء، والرباط.

### النقل الجوي
تتوفر مدينة طانطان على مطار طانطان الشاطئ الأبيض وهو مطار داخلي يربط طانطان بالدار البيضاء عبر كلميم من خلال خط جوي للخطوط الملكية المغربية إكسبريس.